# NGC 1077/1
NGC 1077/1 је спирална галаксија у сазвежђу Персеј која се налази на NGC листи објеката дубоког неба.
Деклинација објекта је + 40° 5' 24" а ректасцензија 2h 46m 0,6s. Привидна величина (магнитуда) објекта NGC 1077 износи 13,7 а фотографска магнитуда 14,5. NGC 10771 је још познат и под ознакама NGC 1077A, UGC 2230, MCG 7-6-69, CGCG 539-95, IRAS 02428+3952, PGC 10468.